# Xysticus lesserti
Xysticus lesserti is een spinnensoort uit de familie van de krabspinnen (Thomisidae).
De wetenschappelijke naam van de soort werd in 1963 gepubliceerd door Ehrenfried Schenkel-Haas. Deze naam wordt door sommige auteurs (onder wie Song en Zhu; 1997) opgevat als een synoniem van Xysticus kurilensis Strand, 1907. Platnick gaat hierin niet mee.